# Temporada da NHL de 1923–24

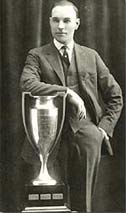
Frank Nighbor com o Hart Trophy original em 1923.

A temporada da NHL de 1923–24 foi a sétima temporada da National Hockey League (NHL). Quatro times jogaram 24 partidas cada. O vencedor da Copa Stanley foi o Montreal Canadiens, que derrotou o Calgary Tigers, da WCHL, e o Vancouver Maroons, da PCHA.

## Negócios da liga
Esta temporada viu a introdução do novo Troféu Hart, que seria entregue ao jogador julgado como mais importante para o seu time. Ele foi aceito pela NHL em 9 de fevereiro de 1924.
Essa foi a última vez que a Copa Stanley foi disputada por três ligas, visto que ao fim da temporada a PCHA deixou de existir. Dois de seus times, o Vancouver Maroons e o Victoria Cougars, juntaram-se à WCHL para a a temporada 1924-25.

## Temporada regular
Um estreante que estaria na primeira figurinha da NHL, Howie Morenz, começou sua carreira com o Montreal Canadiens neste ano. O Ottawa ganhou uma nova arena, o Auditorium, e, em uma vitória do Ottawa, Morenz marcou o primeiro dos 270 gols da carreira no jogo inaugural do Auditorium, em 27 de dezembro de 1923.
O Hamilton Tigers adicionou Billy Burch e os irmãos Green, Shorty e Redvers (com apelido Red), e agora tinha um time que poderia competir de forma honrosa com o resto da liga.
Em 28 de dezembro Shorty Green marcou aos 12 minutos e 22 segundos da prorrogação, para dar ao Hamilton sua primeira vitória fora de casa na história, sobre o Ottawa Senators, em Ottawa.
A NHL organizou um encontro de meio de temporada para discutir sobre a suspensão de Sprague Cleghorn. O Ottawa afirmou que ele deliberadamente machucara seus oponentes, citando um incidente contra Cy Denneny. A liga rejeitou as acusações, e, em um jogo contra Ottawa logo após essa discussão, Cleghorn empurrou Lionel Hitchman contra as bordas e ganhou um jogo de suspensão.
O Ottawa Senators teve o melhor desempenho da NHL, com dezesseis vitórias e apenas oito derrotas, apesar de um incidente bizarro próximo ao fim da temporada. A torcida de Montreal passou um tempo na Mount Royal Arena por algumas horas antes de ouvir as notícias sobre o motivo de o Ottawa Senators estar tão atrasado. Em seu caminho para Montreal para o jogo contra os Canadiens, seu trem enfrentou uma avalanche em Hawkesbury, Ontário. O time ficou preso a noite inteira e então Cy Denneny decidiu sair para procurar comida, e de algum jeito caiu em um poço. Por sorte, ele escapou sem lesões. A partida foi adiada para a noite seguinte, e Georges Vézina destroçou os Senators por 3 a 0. O segundo colocado Montreal Canadiens iria derrotá-lo nos playoffs para se tornar o primeiro vencedor do Troféu Príncipe de Gales. O Hamilton Tigers terminou em último pela quinta temporada seguida (contando uma como o Quebec Bulldogs), mas teve alguns esforços para melhorar durante a temporada, que seriam recompensados na temporada seguinte, quando passariam da última para a primeira colocação.

### Classificação final
|                      | PJ | V  | D  | E | Pts | GP | GC |
| -------------------- | -- | -- | -- | - | --- | -- | -- |
| Ottawa Senators      | 24 | 16 | 8  | 0 | 32  | 74 | 54 |
| Montreal Canadiens   | 24 | 13 | 11 | 0 | 26  | 59 | 48 |
| Toronto St. Patricks | 24 | 10 | 14 | 0 | 20  | 59 | 85 |
| Hamilton Tigers      | 24 | 9  | 15 | 0 | 18  | 63 | 68 |

Nota: PJ = Partidas Jogadas, V = Vitórias, D = Derrotas, E = Empates, Pts = Pontos, GP = Gols Pró, GC = Gols Contra

Times que se classificaram aos play-offs estão destacados em negrito.

### Artilheiros
J = Partidas jogadas, G = Gols, A = Assistências, Pts = Pontos, PEM = Penalizações em minutos
| Jogador        | Time                 | J  | G  | A | Pts |
| -------------- | -------------------- | -- | -- | - | --- |
| Cy Denneny     | Ottawa Senators      | 21 | 22 | 2 | 24  |
| Billy Boucher  | Montreal Canadiens   | 23 | 16 | 6 | 22  |
| Aurel Joliat   | Montreal Canadiens   | 24 | 15 | 5 | 20  |
| Babe Dye       | Toronto St. Patricks | 19 | 17 | 2 | 19  |
| George Boucher | Ottawa Senators      | 21 | 14 | 5 | 19  |
| Billy Burch    | Hamilton Tigers      | 24 | 16 | 2 | 18  |
| Jack Adams     | Toronto St. Patricks | 22 | 13 | 3 | 16  |
| Howie Morenz   | Montreal Canadiens   | 24 | 13 | 3 | 16  |
| King Clancy    | Ottawa Senators      | 24 | 8  | 8 | 16  |
| Reg Noble      | Toronto St. Patricks | 23 | 12 | 3 | 14  |

### Goleiros líderes
J = Partidas jogadas, V = Vitórias, D = Derrotas, E = Empates, TNG = Tempo no gelo (minutos), GC = Gols contra, TG = Tiros ao gol, MGC = Média de gols contra
| Jogador         | Time                 | J  | GC | TG | MGC |
| --------------- | -------------------- | -- | -- | -- | --- |
| Georges Vézina  | Montreal Canadiens   | 24 | 48 | 3  | 2.0 |
| Clint Benedict  | Ottawa Senators      | 22 | 45 | 3  | 2.1 |
| Jake Forbes     | Hamilton Tigers      | 24 | 68 | 1  | 2.8 |
| John Ross Roach | Toronto St. Patricks | 23 | 80 | 1  | 3.5 |
| Sammy Hebert    | Ottawa Senators      | 2  | 9  |    | 4.5 |
| Howie Lockhart  | Toronto St. Patricks | 1  | 5  |    | 5.0 |

## Playoffs
O Montreal Canadiens terminou em segundo lugar na temporada regular da NHL, mas nos playoffs não teve problemas para derrotar o Ottawa Senators, que havia ficado no primeiro lugar geral durante a temporada regular. O Vancouver Maroons, segundo colocado da PCHA, mais uma vez enfrentou o primeiro colocado Seattle Metropolitans e novamente viria ao topo ao conquistar o campeonato da PCHA. Enquanto isso, na Western Canada Hockey League, o Calgary Tigers venceu a temporada regular e os playoffs. O dono dos Canadiens, Leo Dandurand, quueria que Calgary e Vancouver se enfrentassem para que o Montreal pudesse enfrentar o vencedor pela Copa Stanley. Frank Patrick, o presidente da PCHA, recusou-se a ir em frente com aquela ideia.

### Campeonato da NHL
Todas as datas em 1924
Montreal Canadiens vs. Ottawa Senators
| Data        | Time               | Placar | Time            | Placar | Notas |
| ----------- | ------------------ | ------ | --------------- | ------ | ----- |
| 8 de março  | Montreal Canadiens | 1      | Ottawa Senators | 0      |       |
| 11 de março | Montreal Canadiens | 4      | Ottawa Senators | 2      |       |

O Montreal venceu a série por 5 gols a 2

### Playoffs da CopaStanley

#### Semifinais
Como o pedido de Leo Dandurand de ter um confronto inicial entre Vancouver e Calgary foi negado, a primeira rodada teve um confronto entre  Montreal Canadiens e Vancouver Maroons. Isso não dissuadiu o Montreal de toda forma, já que os Canadiens ganharam a série melhor-de-três por 2 a 0.
Vancouver Maroons vs. Montreal Canadiens
| Data        | Visitante         | Placar | Mandante           | Placar | Notas |
| ----------- | ----------------- | ------ | ------------------ | ------ | ----- |
| 18 de março | Vancouver Maroons | 2      | Montreal Canadiens | 3      |       |
| 20 de março | Vancouver Maroons | 1      | Montreal Canadiens | 2      |       |

O Montreal venceu a série melhor-de-três por 2 a 0

#### Finais
Após varrer o Vancouver, o próximo oponente de Montreal seria o Calgary Tigers. O Montreal também derrotou-os em uma série melhor-de-três. Howie Morenz foi o grande destaque, marcando três gols no primeiro jogo e um outro gol no jogo seguinte, que tinha sido transferido para Ottawa devido à má qualidade do gelo na Mount Royal Arena. Morenz foi elevado por Cully Wilson, do Calgary, e sofreu uma fratura de clavícula, mas tudo isso foi em vão, já que o Montreal venceu. Os Canadiens derrotaram todas as três equipes em seu caminho para a sua primeira Copa Stanley desde 1916, como membro da NHA.
Calgary Tigers vs. Montreal Canadiens
| Data        | Visitante      | Placar | Mandante           | Placar | Notas     |
| ----------- | -------------- | ------ | ------------------ | ------ | --------- |
| 22 de março | Calgary Tigers | 1      | Montreal Canadiens | 6      |           |
| 25 de março | Calgary Tigers | 0      | Montreal Canadiens | 3      | em Ottawa |

O Montreal venceu a série melhor-de-três por 2 a 0 e conquistou a Copa Stanley

### Artilheiro dos playoffs da NHL
J = Partidas Jogadas, G =Gols, A = Assistências, Pts = Pontos, 
| Jogador      | Time               | J | G | A | Pts |
| ------------ | ------------------ | - | - | - | --- |
| Howie Morenz | Montreal Canadiens | 6 | 7 | 3 | 10  |

## Prêmios da NHL
| 1923–24 NHL awards        | 1923–24 NHL awards             |
| ------------------------- | ------------------------------ |
| Troféu Memorial Hart:     | Frank Nighbor, Ottawa Senators |
| Copa O'Brien:             | Montreal Canadiens             |
| Troféu Príncipe de Gales: | Montreal Canadiens             |

Nota: O Troféu Príncipe de Gales não foi usado nesta temporada. Os Canadiens foram gravados no Troféu em 1925-26.

## Estreias
Lista de jogadores importantes que jogaram seu primeiro jogo na NHL em 1923–24 (listados com seu primeiro time; asterisco marca estreia nos playoffs):
- Red Green, Hamilton Tigers
- Shorty Green, Hamilton Tigers
- Howie Morenz, Montreal Canadiens
- Sylvio Mantha, Montreal Canadiens
- Frank Finnigan, Ottawa Senators

## Últimos jogos
Lista de jogadores importantes que jogaram seu último jogo na NHL em 1923-24 (listados com seu último time):
- Joe Malone, Montreal Canadiens
- Jack Darragh, Ottawa Senators
- Amos Arbour, Toronto St. Patricks